# 中山徹
中山 徹（なかやま とおる、1968年 - ）は、日本の英文学者、翻訳家。一橋大学大学院言語社会研究科教授。
専門は英文学。スラヴォイ・ジジェクなどの訳書がある。日本英文学会新人賞受賞。

## 略歴
1991年埼玉大学教養学部教養学科卒業、1997年筑波大学大学院文芸・言語研究科博士課程単位取得退学。筑波大学文芸・言語学系助手、静岡県立大学短期大学部専任講師を経て、2008年筑波大学博士（文学）の学位を取得。2009年4月、一橋大学大学院言語社会研究科准教授。2014年より教授。
2000年に第23回日本英文学会新人賞佳作を受賞。
2013年にユリシーズ論『ジョイスの反美学』を刊行。

## 著作

### 単著
- 『ジョイスの反美学 - モダニズム批判としての『ユリシーズ』』（彩流社） 2014

### 共編著
- 『個人的なことと政治的なこと - ジェンダーとアイデンティティの力学』（井川ちとせ共編著、彩流社） 2017

## 翻訳
- 『脆弱なる絶対 - キリスト教の遺産と資本主義の超克』（スラヴォイ・ジジェク、青土社） 2001
- 『全体主義 - 観念の(誤)使用について』（スラヴォイ・ジジェク、清水知子共訳、青土社） 2002
- 『オペラは二度死ぬ』（スラヴォイ・ジジェク, ムラデン・ドラー、青土社） 2003
- 『<女>なんていないと想像してごらん - 倫理と昇華』（ジョアン・コプチェク、鈴木英明, 村山敏勝共訳、河出書房新社） 2004
- 『操り人形と小人 - キリスト教の倒錯的な核』（スラヴォイ・ジジェク、青土社） 2004
- 『大義を忘れるな - 革命・テロ・反資本主義』（スラヴォイ・ジジェク、鈴木英明共訳、青土社） 2010
- 『暴力 - 6つの斜めからの省察』（スラヴォイ・ジジェク、青土社） 2010
- 『ジジェク、革命を語る - 不可能なことを求めよ』（スラヴォイ・ジジェク、パク・ヨンジュン編、青土社） 2014
- 『性と頓挫する絶対 - 弁証法的唯物論のトポロジー』（スラヴォイ・ジジェク、鈴木英明共訳、青土社） 2021.10 ISBN 978-4-7917-7424-1